# 이나바 마사노리 (1623년)

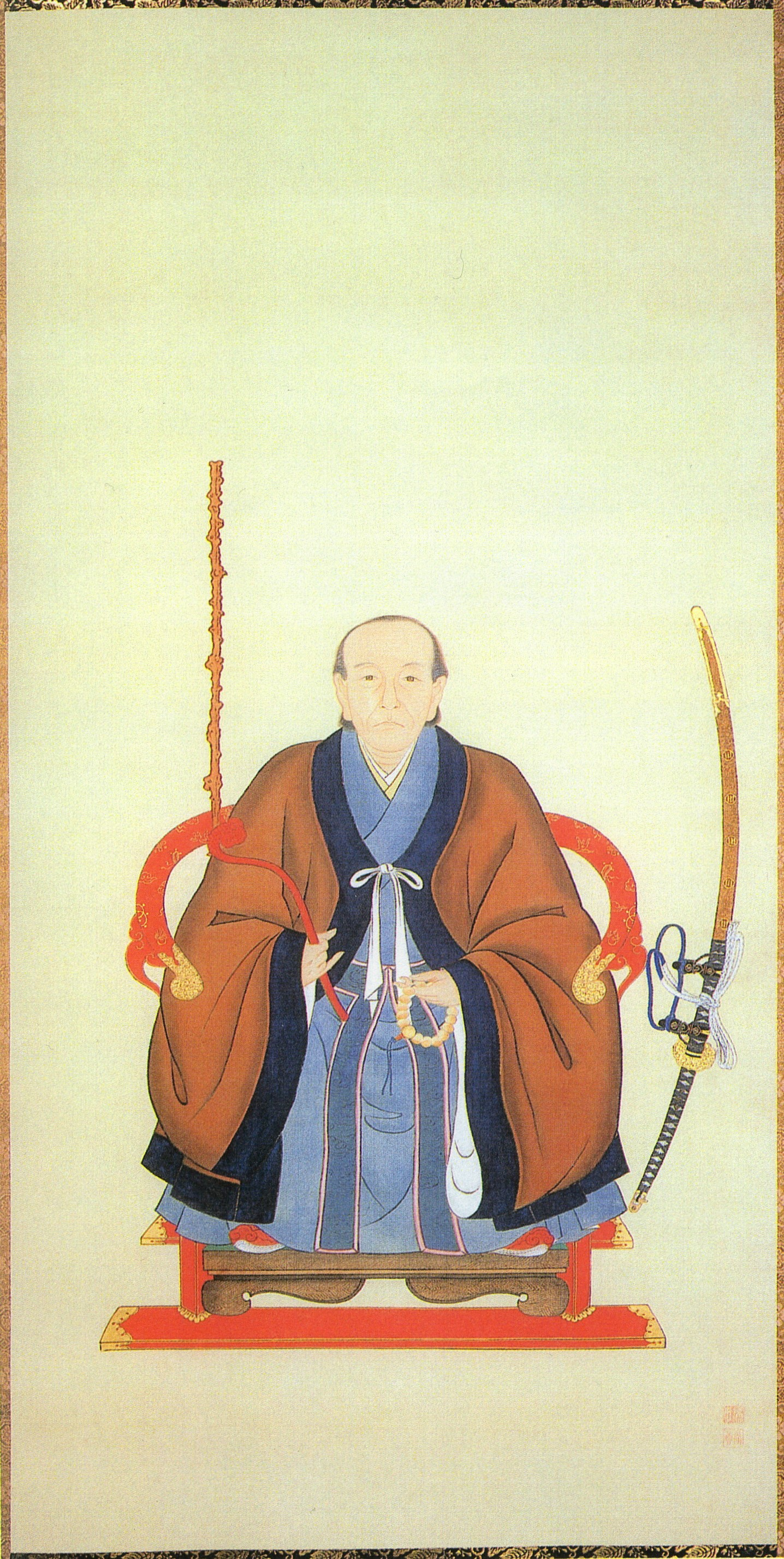
이나바 마사노리

이나바 마사노리(일본어: 稲葉正則)는 에도 시대 전기부터 중기까지의 다이묘이다. 노중, 대정참여(大政参与)를 지냈다. 사가미 오다와라번 제2대 번주이다. 이나바씨(稲葉氏) 마사나리계 종가 제3대 당주이다. 선대 번주 이나바 마사카쓰의 차남이자 이나바 마사나리와 가스가노쓰보네의 적손이다.
| 전임 이나바 마사카쓰 | 제2대 오다와라번 번주 (이나바가) 1634년 ~ 1683년 | 후임 이나바 마사미치 |

| 전임 아베 다다아키 | 노중수좌 1671년 ~ 1681년 | 후임 오쿠보 다다토모 |